# Sal-Rei FC
Sal-Rei Futebol Clube is een Kaapverdische voetbalclub. De club speelt in het voetbalkampioenschap van Boa Vista (eilanddivisie), Sal Rei, Boa Vista, waarvan de kampioen deelneemt aan het Kaapverdisch voetbalkampioenschap, de eindronde om de landstitel.

## Erelijst
Landskampioen
2003/04
Eilandskampioen
1992/93, 1997/88, 1998/99, 2003/04, 2004/05, 2005/06, 2006/07, 2007/08, 2010/11